# Hubert Soudant
 (janvier 2023).
Si vous disposez d'ouvrages ou d'articles de référence ou si vous connaissez des sites web de qualité traitant du thème abordé ici, merci de compléter l'article en donnant les références utiles à sa vérifiabilité et en les liant à la section « Notes et références ».
 (janvier 2023).
Hubert Soudant, né à Maastricht le 16 mars 1946, est un chef d'orchestre néerlandais.

## Biographie
Hubert Soudant étudie à Maastricht, le cor et la direction d'orchestre. Après avoir été chef assistant de l'orchestre de la radio néerlandaise entre 1967 et 1970, il travaille avec Franco Ferrara en Italie et Spaanderman aux Pays-Bas. Il est lauréat de plusieurs concours de direction d'orchestre : Besançon (1969), du Concours Herbert-von-Karajan à Berlin (1971) et du Concours Cantelli de Milan (1973).
De 1981 à 1983, soudant est directeur de la musique au nouvel orchestre philharmonique de Radio France, puis, jusqu'en 1988, directeur musical de l’Orchestre symphonique d'Utrecht et premier chef invité de l'Orchestre symphonique de Melbourne. En 1988, il est nommé directeur de l’Orchestre Arturo Toscanini à Parme. De 1994 à 2003, il est directeur musical de l’Orchestre national des Pays de la Loire et directeur musical de l'Orchestre du Mozarteum de Salzbourg, dont le premier chef d'orchestre invité jusqu'en 2004. En 2004, il est fait citoyen d'honneur de Salzbourg.
Depuis l'été 1999, Hubert Soudant est premier chef invité de l'Orchestre symphonique de Tokyo  et de 2004 jusqu'en 2014 au poste de directeur musical. En tant que chef invité, il travaille avec d'autres ensembles, notamment avec l'Orchestre philharmonique de Berlin, le Symphonique de Bamberg, l'Orchestre symphonique de Vienne, le philharmonique d'Oslo et de Stockholm et l'Orchestre de la RAI de Turin. Avec l'orchestre de La Scala de Milan, il dirige la première italienne de la Turangalîla-Symphonie d'Olivier Messiaen. Avec l'orchestre du Mozarteum, il se consacre plus particulièrement aux œuvres de Mozart et Bruckner
La production de La clemenza di Tito, d'Hubert Soudant, en 2006 au Japon, a été désignée meilleure interprétation de l'année. Il a remporté un grand succès avec son cycle d'œuvres de Schubert en 2008 et 2009 au Japon. Pour les enregistrements des trois dernières symphonies et du Concerto pour violon de Tchaïkovski, ainsi que pour les Concertos pour piano de Franz Liszt, il a reçu le Grand prix du disque. Avec l'orchestre du Mozarteum et le pianiste Valeri Afanassiev, il a joué l'intégrale des concertos pour piano de Beethoven.

## Créations
- René Koering, Elseneur, opéra (1980)[1]
- Frank Michael Beyer, Notre-Dame-Musik (1984)
- Philippe Capdenat, Simple-double-triple (1980)
- Bernard Cavanna, Trois pièces pour orchestre (2003)
- Marius Constant, Nana-Symphonie (1980)
- Guillaume Connesson, Supernova (2000)
- Ivan Fedele, Epos (1989)
- Jean-Louis Florentz, L'Enfant des îles (2002)
- Michel Philippot, Composition n° 4 (1982)
- Gerhard Wimberger, Ahnungen (1998)
- Gerhard Wimberger, Musica Tranquilla (2001)
- Jean-François Zygel, Coup de tonnerre (1999)

## Sources
- Alain Pâris, Dictionnaire des interprètes et de l'interprétation musicale, Paris, Laffont, coll. « Bouquins », 2004, 4e éd., 1278 p. (ISBN 2221080645, OCLC 901287624), p. 831